# سوء التغذية في الهند

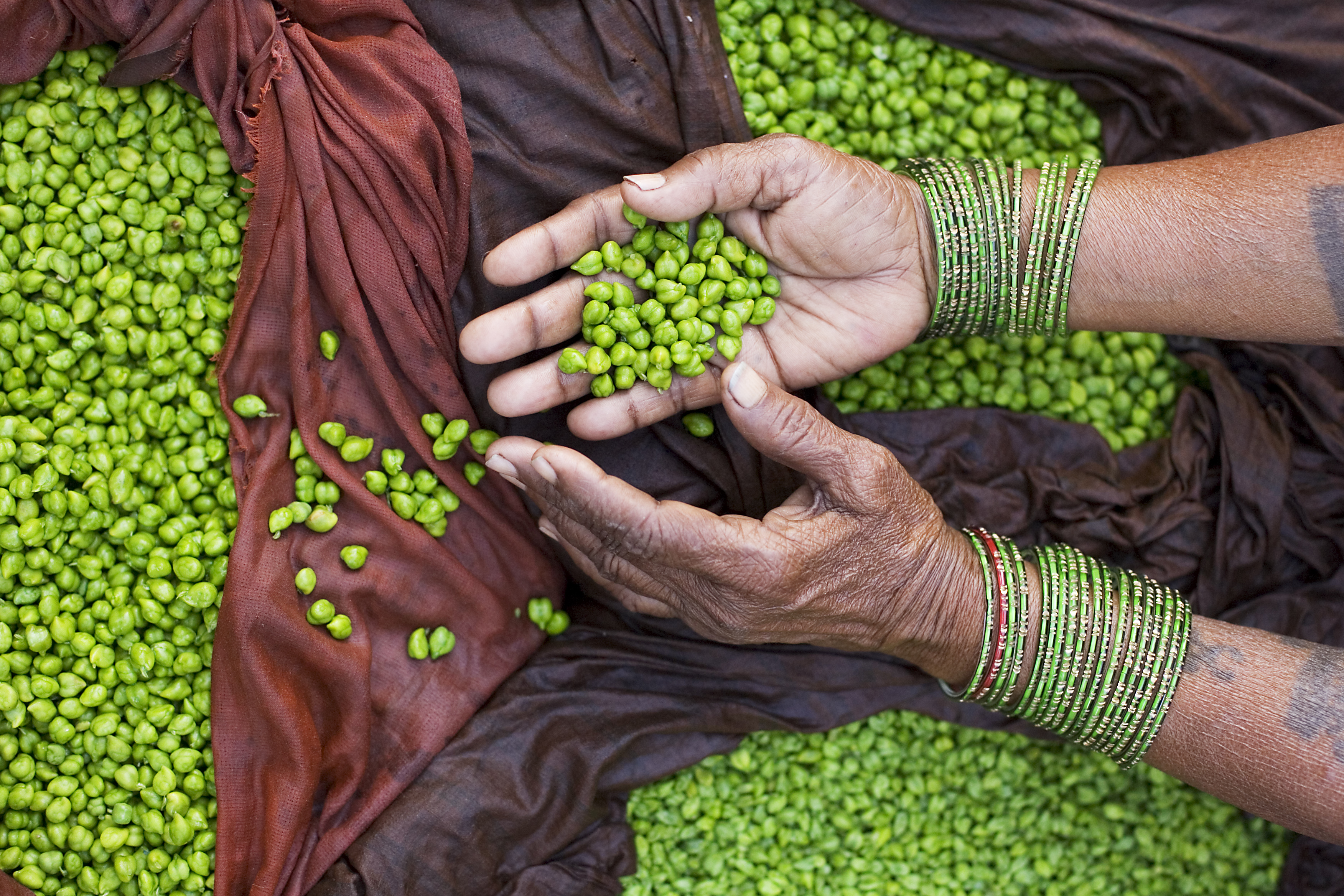

على الرغم من زيادة الناتج المحلي الإجمالي في الهند بنسبة 50% منذ عام 1991 إلى الآن، إلا أن أكثر من ثلث أطفال العالم المصابين بسوء التغذية يعيشون في الهند. ونصف هؤلاء الأطفال ممن هم دون سن الثالثة يعانون من النحافة، بينما ثلث الأطفال الأثرياء يفرطون في التغذية.
يُعزى سوء التغذية في الهند بصفة أساسية إلى التفاوت الاقتصادي. تفتقر بعض المجموعات السكانية في الهند إلى الغذاء من حيث الجودة والكمية نظرًا لمكانتها الاجتماعية المتدنية. النساء اللاتي يعانين من سوء التغذية أكثر عرضة لإنجاب أطفال بصحة متردية. يتسبب النقص الغذائي في أضرار بعيدة المدى لكلٍ من الفرد والمجتمع. الأفراد المصابون بسوء التغذية أكثر عرضة للأمراض المعدية مثل الالتهاب الرئوي والدرن بالمقارنة بمن يتلقى تغذية سليمة، ويترتب على ذلك معدل وفاة أكبر. إلى جانب ذلك، يتسم الأفراد المصابون بسوء التغذية بإنتاجية أقل في مكان العمل، ما يعني أجورًا منخفضة تحبس هؤلاء الأفراد داخل حلقة مفرغة من سوء التغذية. ويترتب على كل تلك العوامل انخفاض كفاءة المجتمع بصفة عامة، لا سيما في الهند حيث يشكل العمل المصدر الأساسي للإنتاج الاقتصادي. وعلى الجانب الآخر، يفضي الإفراط في الغذاء أيضًا إلى عواقب شديدة. ففي عام 2010، كانت نسبة السمنة في الهند نحو 14% للنساء و18% للرجال، حتى وصلت نسبة السمنة في بعض المناطق الحضرية إلى 40%. تتسبب السمنة في عدة أمراض مزمنة مثل الأمراض القلبية الوعائية، وداء السكر، والسرطانات، وأمراض الجهاز الرئوي المزمنة.

## الأسباب
طبقًا لتقديرات البنك الدولي، تحتل الهند المرتبة الأولى في عدد الأطفال المصابين بسوء التغذية. تُقدر نسبة الأطفال النِحاف في الهند بأنها أكبر نسبة في العالم، وتكاد تصل إلى ضعف النسبة المناظرة لها في أفريقيا جنوب الصحراء الكبرى، ويترتب على ذلك عواقب وخيمة على جوانب الحياة في الهند مثل إمكانية التنقل، ومعدل الوفاة، والإنتاجية، والنمو الاقتصادي.
طبقًا لتقرير مؤشر الجوع العالمي الذي أعده المعهد الدولي لبحوث السياسات الغذائية في عام 2017، احتلت الهند المرتبة 100 من أصل 118 دولة تعاني من ظاهرة جوع خطيرة. تحتل الهند أيضًا المركز الثالث من بين دول آسيا الجنوبية – بعد أفغانستان وباكستان – في مؤشر الجوع العالمي بحصيلة 29 نقطة، ما يُصنف الهند تحت بند «وضع خطير». احتلت الهند المركز 102 من أصل 117 دولة تعاني من ظاهرة هزال الأطفال طبقًا لتقرير مؤشر الجوع العالمي لعام 2019. يعاني طفل واحد على الأقل من بين كل خمسة أطفال في الهند من الهزال.
تُعد الهند من بين أسرع الدول نموًا من حيث عدد السكان والاقتصاد، إذ يُقدر عدد سكانها بنحو 1.365 مليار نسمة بمعدل نمو سنوي يتراوح من 1.5% إلى 1.7% (في الفترة 2001–2007).
على الرغم من أن معظم سكان الهند يعيشون تحت خط الفقر، إلا أن النمو الاقتصادي الذي تشهده الهند يدل على توفر فرص اقتصادية جديدة، إلى جانب ظهور نزعة نحو زيادة انتشار الأمراض المزمنة التي نلاحظها بنسبة كبيرة عادةً في الدول المتقدمة مثل الولايات المتحدة وكندا وأستراليا. أدى تزامن انتشار الفقر مع النمو الاقتصادي الحديث في الهند إلى ظهور نوعين من سوء التغذية آنيًا: نقص الغذاء، والإفراط في الغذاء.
تحتل الهند المرتبة 67 من أصل 80 في مؤشر الجوع العالمي الذي يقيم حالة الدول التي تعاني من ظاهرة الجوع، ما يعني أن الأوضاع في الهند أسوء من كوريا الشمالية والسودان. إذ يعيش 25% من جياع العالم في الهند. تحسنت أوضاع الجوع في الهند إلى حد ما منذ عام 1990 إلى الآن، ولكن نسبة السكان الجائعين تظل مرتفعة. تُقدر نسبة الأطفال النِحاف دون الخامسة في الهند بنحو 44%. ويعاني 72% من الأطفال الرضع و52% من النساء المتزوجات من فقر الدم. أظهرت الأبحاث بما لا يدع مجالًا للشك أن سوء التغذية أثناء فترة الحمل يتسبب في زيادة خطر إصابة الطفل بأمراض مستقبلية خطيرة، وتأخر النمو الجسدي، وضعف القدرات الذهنية.

## الأنماط الغذائية في التركيبات السكانية المختلفة
تؤثر عدة عوامل على النمط الغذائي الذي يتبعه سكان الهند مثل المنطقة، والديانة، والطبقة الاجتماعية. تؤثر الظروف المعيشية في المناطق الريفية أيضًا على الأوضاع الغذائية.

### المكانة الاجتماعية والاقتصادية
يتعرض فقراء الهند بصفة عامة إلى خطر نقص التغذية، أما أولئك الذين يتمتعون بمكانة اقتصادية اجتماعية عالية نسبيًا فهم أكثر عرضة للإفراط في الغذاء. يرتبط فقر الدم كذلك ارتباطًا عكسيًا بالثراء.
وفيما يتعلق بغذاء الأطفال، فإن أطفال العائلات الفقيرة معرضون بدرجة أكبر لنقص الغذاء بالمقارنة بأطفال العائلات الثرية. وإلى جانب ذلك يهتم نظام التوزيع العام في الهند بإيصال الأرز والقمح فقط للعائلات الفقيرة. تفتقر تلك الحبوب إلى البروتينات الكافية ما يؤدي بدوره إلى نقص التغذية. تؤثر بعض المعتقدات الثقافية (مثل الأديان) على الأنماط الغذائية. ومن بين تلك المعتقدات المنتشرة في الهند بصفة خاصة: الامتناع عن تناول بعض أنواع اللحوم. علاوة على ذلك، يمتنع بعض الهنود عن تناول اللحوم ومشتقات الحيوانات بجميع أنواعها بما يشمل البيض ومنتجات الألبان. يشكل نقص استهلاك البروتينات من تلك الأطعمة مشكلة خطيرة جدًا في الهند نظرًا إلى أن 56% من الأسر الهندية تعتمد في غذائها على الحبوب التي لا تحتوي على كمية كافية من البروتينات. أظهرت أحد الدراسات في عام 2012 أن بروتينات الحبوب الغذائية لا تُعد بديلًا عن بروتينات المشتقات الحيوانية. تنتشر تلك الظاهرة بصفة خاصة في أرياف الهند التي تعاني من أكبر نسبة من سوء التغذية على الإطلاق. ومن هنا نتبين أن وزن الأطفال وأطوالهم تعتمد على مكانتهم الاجتماعية والاقتصادية. إذ أن أطفال العائلات ذات المكانة الاجتماعية المتدنية يعانون من نقص النمو. أظهرت الدراسات أن الأطفال الناشئين في مجتمعات متشابهة يتمتعون بدرجات متساوية من الغذاء. تختلف أنماط الغذاء أيضًا من عائلة إلى أخرى باختلاف السمات المميزة للأم، والإثنية، ومكان السكن. من المتوقع أن يتحسن مستوى غذاء الأطفال في الهند عند تحسن الأوضاع الاجتماعية والاقتصادية.

### المنطقة
تنتشر مشكلة نقص التغذية بنسبة أكبر في الأرياف نتيجة اختلاف المكانة الاجتماعية الاقتصادية. يزداد معدل إصابة الرجال والنساء بفقر الدم بنسبة بسيطة في المناطق الريفية عن المناطق الحضرية. فمثلًا، أظهرت الدراسات في عام 2005 أن 40% من نساء الأرياف، و36% من نساء المناطق الحضرية يعانين من فقر الدم. يعاني سكان المناطق الحضرية من السمنة بثلاثة أمثال معدل السمنة في الأرياف.
من حيث الانتشار الجغرافي، تتسم ولايات ماديا براديش وجهارخاند وبهار بمعدلات نقص تغذية مرتفعة جدًا. أما الولايات التي تتميز بمعدلات نقص تغذية منخفضة هي: ميزورام، وسيكيم، ومانيبور، وكيرلا، وبنجاب، وغوا؛ مع العلم بأن معدل نقص التغذية في تلك المناطق لا يزال مرتفعًا بدرجة ملحوظة بالمقارنة بالدول المتقدمة. وإلى جانب ذلك، يعاني 70% من سكان بهار، وتشاتيسغار، وماديا براديش، وأندرا براديش، وأتر براديش، وكارناتاكا، وهاريانا، وجهارخاند من فقر الدم. بينما يعاني أقل من نصف سكان غوا ومانيبور وميزورام وكيرلا من فقر الدم.
تتسم ولايات بنجاب وكيرلا ودلهي بأكبر نسبة من زيادة الوزن والسمنة.

### الدين
أظهرت الدراسات أن أولئك الذين يتبعون الدين الهندوسي أو الإسلامي يعانون من سوء التغذية بنسبة أكبر من أتباع المسيحية والسيخية والجاينية.